# Juniper (album)
Juniper è il terzo album del gruppo jazz gallese Slowly Rolling Camera, pubblicato dalla Edition Records nel 2018.

## Tracce
Compact disc
1. Juniper – 7:45
2. Helsinki – 5:56
3. A Thousand Lights – 2:47
4. Hyperloop – 5:30
5. Crossings – 7:08
6. Nature's Ratio – 1:57
7. The Outlier – 5:31
8. Eight Days – 5:53

Durata totale: 42:27

## Formazione
- Dave Stapleton tastiera elettronica
- Deri Roberts - produttore, tastiera elettronica
- Elliot Bennett - batteria

Altri musicisti:
- Stuart McCallum - chitarra
- Neil Yates - tromba
- Nicolas Kummert, Mark Lockheart - sassofono
- Aidan Thorne - contrabbasso